# Hans von Cossel
Hans von Cossel, vollständig Hans Paschen Gustav Ritter und Edler von Cossel (* 8. Mai 1886 in Geldern; † 12. Februar 1975 in Düsseldorf) war ein deutscher Jurist, Bankdirektor, Diakonie-Funktionär, Johanniter und Rotarier.

## Leben und Wirken
Hans von Cossel entstammte dem mecklenburgischen Adelsgeschlecht von Cossel und war der mittlere Sohn des königlich preußischen Geheimen Regierungsrats Otto von Cossel (1845–1915) aus dem Hause Jersbek und der Sophie, geb. Gräfin von Zeppelin-Aschhausen (1856–1945). Cossel wurde 1886 in Geldern geboren, wo sein Vater seinerzeit Landrat war. Sein älterer Bruder war der Genealoge Otto von Cossel (1883–1967); sein jüngerer Bruder war der Offizier der kaiserlichen Luftstreitkräfte, Beobachtungsflieger und Oberst Maximilian von Cossel (1897–1967).
Cossel studierte Rechtswissenschaften und war zunächst im preußischen Regierungsdienst in Aachen tätig. Als Oberregierungsrat a. D. wechselte er in den 1920er Jahren ins Bankfach und wurde Direktor der Düsseldorfer Niederlassung der Deutschen Bank und Disconto-Gesellschaft.
Seit 1916 war er verheiratet mit Laura Clotilde Engelberta, geb. Erckens (1886–1976), einer Enkelin von Oskar Erckens. Laura und Hans hatten drei Kinder. Tochter Renate war verheiratet mit Günther Smend und dann mit Claus von Zitzewitz liiert, Tochter Andrea war mit dem Arzt Klaus Schalbruch verheiratet. Der Sohn Albrecht ist promovierter Jurist, wurde wie die Vorfahren Johanniter und gründete mit Ehrengrad von Alvensleben eine Familie, zwei Söhne.
Seit 1933 gehörte Hans von Cossel dem Vorstand der Diakonissenanstalt Kaiserswerth an; von 1935 bis 1965 amtierte er als Vorstandsvorsitzender. 1936 übernahm er den Vorsitz und die Geschäftsführung der Kaiserin-Auguste-Victoria-Stiftung (Ölbergstiftung), die für das Auguste-Viktoria-Hospital (Jerusalem) und die Himmelfahrtkirche (Jerusalem) verantwortlich ist. Er leitete die Stiftung bis 1966; dann ging die Geschäftsführung an die EKD über. Er war während des Krieges Kirchmeister der Evangelischen Gemeinde der Johanneskirche (Düsseldorf) und langjähriges Mitglied der Synode der Evangelischen Kirche im Rheinland.
Hans von Cossel war Mitglied des Deutschen Herrenklubs. Er gehörte 1930 mit Kurt Poensgen und Paul Girardet zu den Gründungsmitgliedern des Düsseldorfer Rotary-Clubs und war 1954 und 1956 District Governor für den District 97. 1954 initiierte er eine Spende von fünf deutschen Großstädten (Duisburg, Düsseldorf, Hamburg, Bremen, Köln) zum Wiederaufbau der Laurenskerk (Rotterdam).
Im Johanniterorden war er seit 1925 als Ehrenritter, 1931 Rechtsritter, nach dem Krieg stellvertretender Ordensschatzmeister und von 1958 bis 1965 Ordenskanzler. Bereits 1951 erhielt er den Ehrentitel Ehrenkommendator, Mitgliedschaft in der Provinzial-Genossenschaft Rheinland. Sein Sohn Albrecht, ein promovierter Jurist, übernahm die Tradition und war lange Generalsekretär im Orden und ebenfalls Ehrenkommendator.
Neben dem jahrzehntelangen Engagement für Kaiserswerth gehörte von Cossel zahlreichen weiteren Verwaltungsräten von Krankenhäusern und diakonischen Einrichtungen an, so dem Kuratorium des Johanniter-Krankenhauses in Oberhausen-Sterkrade, der evangelischen Bildungs- und Pflegeanstalt Mönchengladbach (Evangelische Stiftung Hephata) und des evangelischen Krankenhauses Düsseldorf (heute Florence-Nightingale-Krankenhaus (Düsseldorf)).
Zu seinem 80. Geburtstag 1966 würdigten Bundespräsident Heinrich Lübke und Bundeskanzler Ludwig Erhard sein Wirken in Glückwunschschreiben.